# Haltere la Jocurile Olimpice de vară din 1984

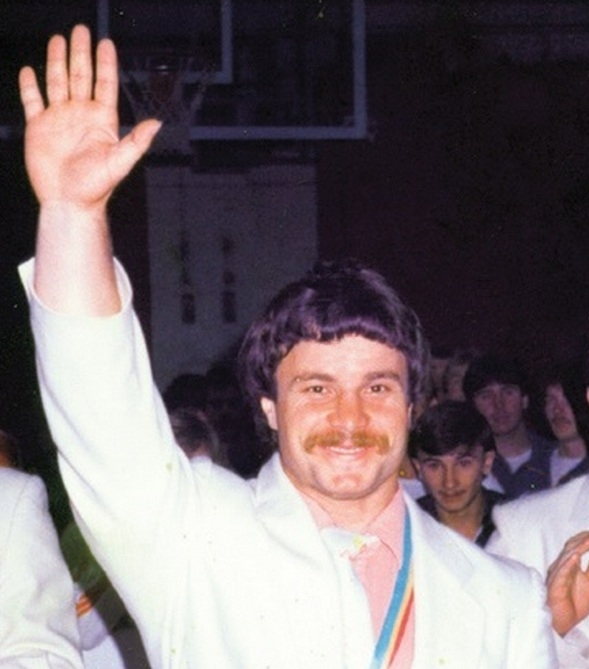
Petre Becheru a câștigat medalia de aur

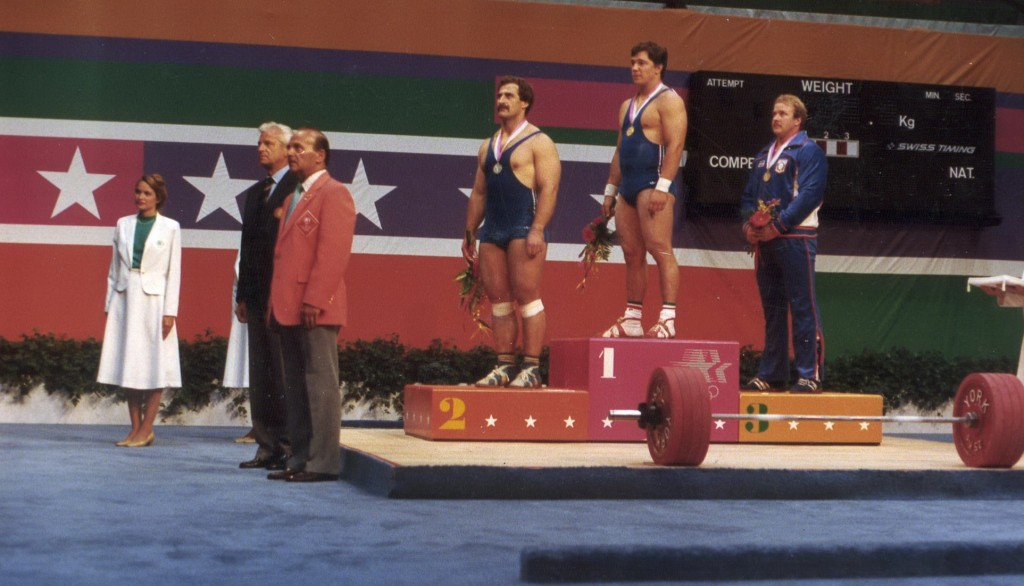
Ștefan Tașnadi a obținut medalia de argint

Probele sportive de haltere la Jocurile Olimpice de vară din 1984 au avut loc în perioada 29 iulie - 28 august 1984 și s-au desfășurat la Albert Gersten Pavilion.

## Rezultate
| Probă           | Aur                          | Argint               | Bronz                    |
| 52 kg Detalii   | Zeng Guoqiang (CHN)          | Zhou Peishun (CHN)   | Kazushito Manabe (JPN)   |
| 52 kg Detalii   | Wu Shude (CHN)               | Lai Runming (CHN)    | Masahiro Kotaka (JPN)    |
| 52 kg Detalii   | Chen Weiqiang (CHN)          | Gelu Radu (ROM)      | Tsai Wen-yee (TPE)       |
| 67,5 kg Detalii | Yao Jingyuan (CHN)           | Andrei Socaci (ROM)  | Jouni Grönman (FIN)      |
| 75 kg Detalii   | Karl-Heinz Radschinsky (FRG) | Jacques Demers (CAN) | Dragomir Cioroslan (ROM) |
| 82,5 kg Detalii | Petre Becheru (ROM)          | Robert Kabbas (AUS)  | Ryoji Isaoka (JPN)       |
| 90 kg Detalii   | Nicu Vlad (ROM)              | Petre Dumitru (ROM)  | Peter Mercer (GBR)       |
| 100 kg Detalii  | Rolf Milser (FRG)            | Vasile Groapă (ROM)  | Pekka Niemi (FIN)        |
| 110 kg Detalii  | Norberto Oberburger (ITA)    | Ștefan Tașnadi (ROM) | Guy Carlton (USA)        |
| +110 kg Detalii | Dean Lukin (AUS)             | Mario Martinez (USA) | Manfred Nerlinger (FRG)  |

## Clasament pe medalii
| Loc   | Țară                       | Aur | Argint | Bronz | Total |
| ----- | -------------------------- | --- | ------ | ----- | ----- |
| 1     | China                      | 4   | 2      | –     | 6     |
| 2     | România                    | 2   | 5      | 1     | 8     |
| 3     | Germania de Vest           | 2   | –      | 1     | 3     |
| 4     | Australia                  | 1   | 1      | –     | 2     |
| 5     | Italia                     | 1   | –      | –     | 1     |
| 6     | Statele Unite ale Americii | –   | 1      | 1     | 2     |
| 7     | Canada                     | –   | 1      | –     | 1     |
| 8     | Japonia                    | –   | –      | 3     | 3     |
| 9     | Finlanda                   | –   | –      | 2     | 2     |
| 10    | Marea Britanie             | –   | –      | 1     | 1     |
| 10    | Taipeiul Chinez            | –   | –      | 1     | 1     |
| Total | Total                      | 10  | 10     | 10    | 30    |